# Kynoch
A Kynoch era uma fabricante britânica de munições de armas de fogo, mais tarde incorporada à ICI, hoje subsiste como uma marca de cartuchos associada à empresa Kynamco.

## Histórico
A empresa "Pursall and Phillips" operava uma fábrica de espoletas de percussão na Whittall Street, em Birmingham, em meados do século XIX. Em 1856, o empresário escocês George Kynoch ingressou na empresa.
Uma explosão em 1859 destruiu as instalações, matando 19 dos 70 funcionários. Como resultado, a empresa mudou-se para Witton (na mesma Birmingham) em 1862, em um local adjacente à linha Grand Junction da London and North Western Railway.
Em 1863, Kynoch assumiu a empresa, que foi renomeada para G. Kynoch and Co. posteriormente. Uma nova série de explosões na década de 1860 e em 1870 levou a dezenas de mortes e centenas de feridos.
Em 1895, Kynoch construiu uma fábrica de explosivos a leste de Shell Haven Creek, Essex (agora conhecida como Coryton). Ela foi inaugurada em 1897, com um condomínio para funcionários chamado "Kynochtown". Os produtos fabricados incluíam: cordite, algodão-pólvora, pólvora e cartuchos.
Após a Primeira Guerra Mundial, muitos dos fabricantes de munições e explosivos do Reino Unido foram reunidos sob a "Nobel Explosives" que viria a se tornar a Nobel Industries, que foi um elemento fundador da Imperial Chemical Industries Ltd (ICI) em 1926. Uma vez que a "Nobel Industries", incluindo a "Kynoch Ltd", se fundiu com da"ICI", a fábrica original da Kynoch em Witton tornou-se a sede e a principal base de fabricação da "Divisão de Metais da ICI". Kynoch, junto com nomes como Eley, tornaram-se marcas de subsidiárias.
a Kynoch, estabeleceu uma fábrica de munições no lado norte de Arklow, Irlanda. Esta fábrica empregou vários milhares de trabalhadores durante a Primeira Guerra Mundial, mas fechou logo depois, toda a produção sendo transferida para a África do Sul. Dezessete trabalhadores morreram em uma explosão em 21 de setembro de 1917. Acredita-se que a fábrica foi atacada por um submarino alemão.
Durante a década de 1950, o som de teste de disparo de munições ainda ocasionalmente abalou a paz sobre Witton, mas com a padronização dos cartuchos nas potências ocidentais e uma queda geral nas encomendas de munição, as linhas de produção dos cartuchos esportivos foram interrompidas pela Imperial Metal Industries (IMI) em 1970. A IMI tornou-se independente da ICI em 1977, ainda produzindo cartuchos de fogo circular e também cartuchos de espingarda para os mercados esportivos. A produção mais economicamente viável de munições de espingarda e de fogo circular continuou. A Divisão de Munição foi incorporada separadamente como "Eley Limited" em 1983.
A marca Kynoch ressurgiu em 2002, sob os auspícios da Kynamco, uma empresa que existe desde 1994, produzindo munições para rifle de caça de grande porte do 6,5x54 ao .700 Nitro Express e está situada em Mildenhall, Suffolk, Inglaterra.

## Galeria

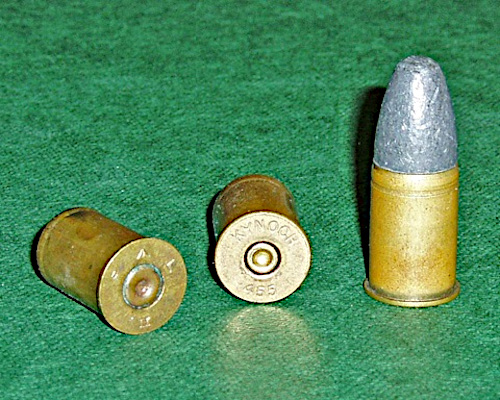
Um cartucho .455 Webley (centro) produzido pela Kynoch.
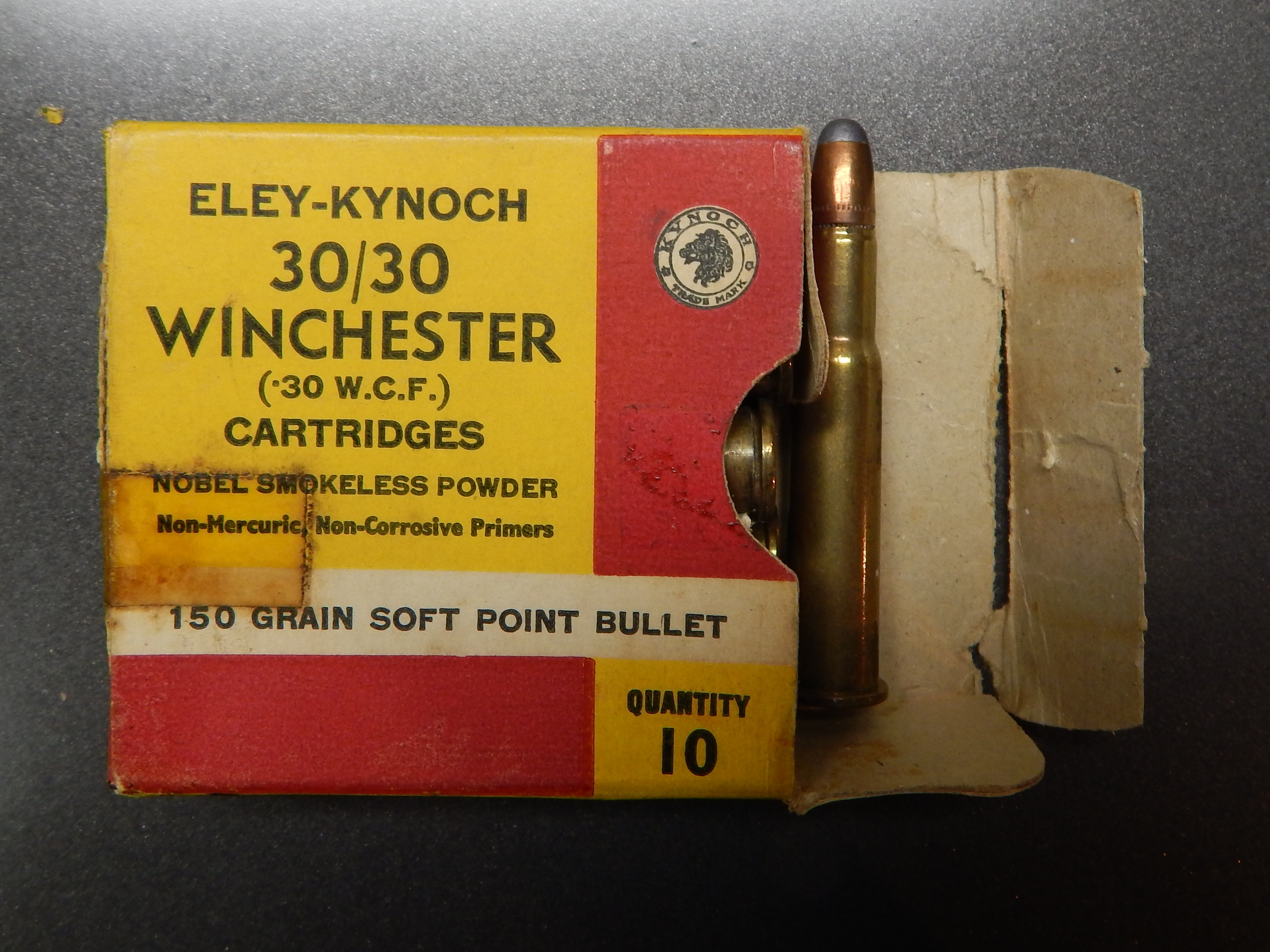
Uma caixa de  cartuchos de fogo central .30/30 da Eley-Kynoch.
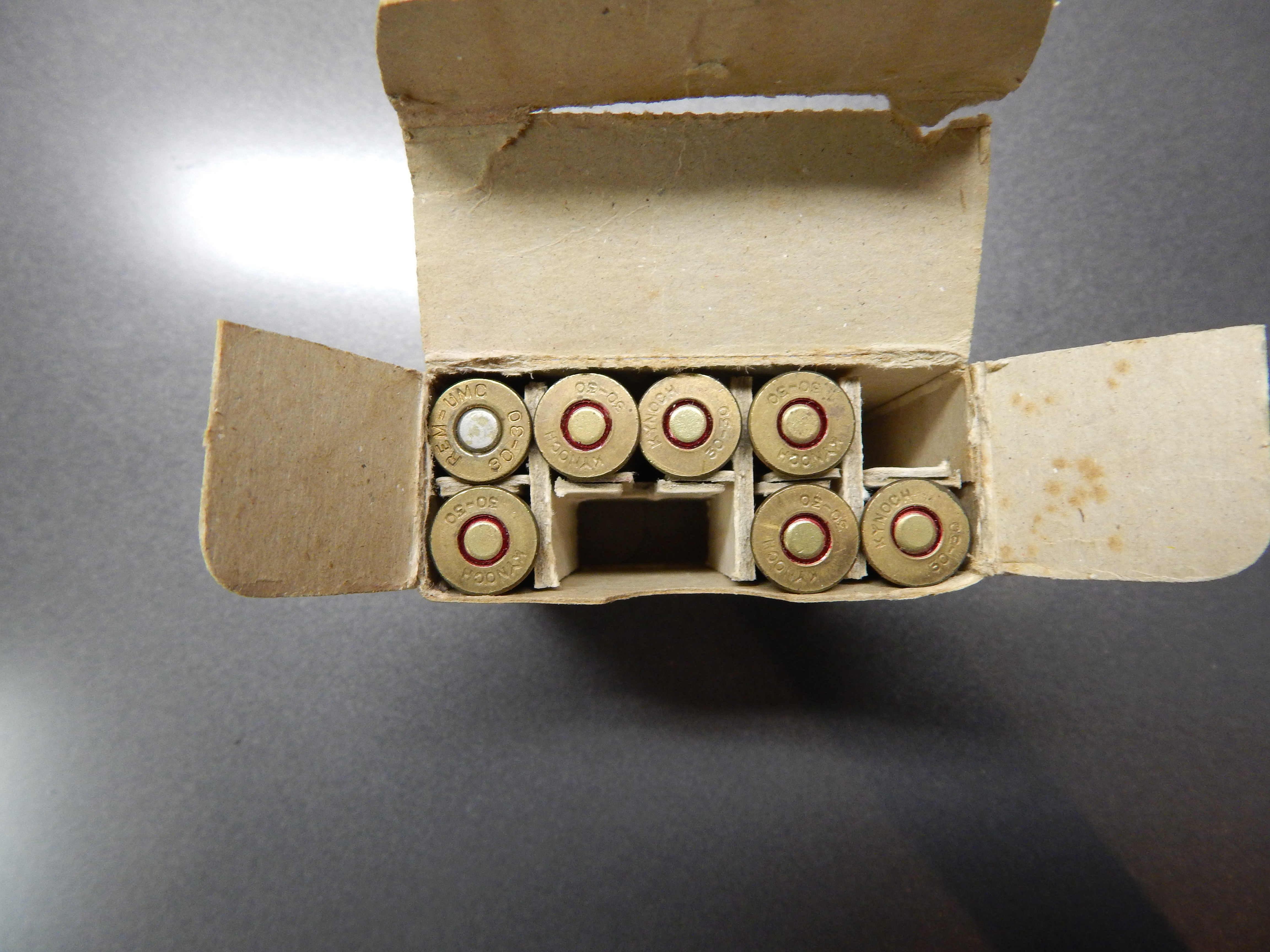
Uma caixa de  cartuchos de fogo central .30/30 da Eley-Kynoch (observa-se o headstamp "KYNOCH 30-30").